# Beowa
Beowa, Beaw, Beo o Bedwig è una figura del paganesimo anglosassone associata all'orzo e all'agricoltura in generale. Sono state fatte associazioni tra Beowa ed il più conosciuto Beowulf.

## Etimologia
Beow è il termine anglosassone usato per indicare l'orzo. Tra gli altri, il termine Beowa discende da Sceaf, l'antica parola sassone per fascio. È un termine parallelo al norreno usato per "grano", Bygg. Sono stati fatti anche dei paralleli tra la figura di Beowa e quella di Byggvir.

## Beowa e Beowulf
Esiste consenso tra gli studiosi sul fatto che esista una correlazione anche tra Beowa ed il leggendario Beowulf. Dato che entrambi i personaggi hanno le stesse caratteristiche, è stato suggerito che:
(William Witherle Lawrence)